# Alhama de Aragón
Alhama de Aragón là một đô thị ở tỉnh Zaragoza, Aragon, Tây Ban Nha. Theo điều tra dân số 2004 của Viện thống kê Tây Ban Nha (INE), đô thị này có dân số là 1.150 người. Diện tích đô thị này là 31 ki-lô-mét vuông.